# Roland (Regionalgeld)
| Logo – ROLAND-Regional | Logo – ROLAND-Regional                               |
| ROLAND                 | ROLAND                                               |
| ---------------------- | ---------------------------------------------------- |
| Region                 | Bremen, Ottersberg, Landkreis Osterholz und Umgebung |
| Abkürzung              | ROLAND bzw. ROL                                      |
| Wert                   | 1 EUR = 1 ROL                                        |
| Umlaufsicherung        | 1 % pro Monat                                        |

Der Roland (Eigenschreibweise ROLAND, kurz ROL) gehört zu den Regionalwährungen in Deutschland. Akzeptanzstellen finden sich in den norddeutschen Ländern Bremen und Niedersachsen, wo er vor allem in der Stadt Bremen, im angrenzenden Ottersberg (Landkreis Verden) und im niedersächsischen Landkreis Osterholz sowie deren Umgebung verbreitet ist. Der Roland kann von Endverbrauchern und Gewerbetreibenden benutzt werden, wenn sie eine Mitgliedschaft im „Roland-Wirtschaftsring“ eingehen. Emittent des seit 2001 bestehenden Regionalgeldes ist der Verein ROLAND-Regional Verein für nachhaltiges Wirtschaften e. V. mit Sitz in Bremen.

## Das Regionalgeld ROLAND
Ein ROLAND entspricht in seinem Wert exakt einem Euro. Es handelt sich um eine Verrechnungseinheit in Form von Scheckgutscheinen, deren Wert jeweils vom ausstellenden Mitglied eingetragen wird und die nur unter Mitgliedern des regionalen Wirtschaftsrings verwendet werden können. Aufgrund der Umlaufsicherung mittels einer „Umlaufgebühr“ verliert der Bestand der Mitgliederkonten pro Monat 1 % seines Wertes. Diese Gebühr wird von den jeweiligen Inhabern der Gutscheine getragen und vom Emittenten als Erlös vereinnahmt. Dies gilt sowohl für positive als auch negative Bestände.
Auf den Konten gibt es keine Zinserträge. Überschüssige Roland-Guthaben können auf einem persönlichen Spar-Konto gutgeschrieben werden, das ohne Umlaufgebühr sowie ebenfalls ohne Zinsen geführt wird. Für eine Kontoführung fallen ab der dritten Buchung im Monat zwei Roland an. Ein Rücktausch der Roland-Guthaben in Euro unterliegt einer Gebühr. Der Anteil des Roland-Betrags bei einer Bezahlung ist freigestellt und wird jeweils von den beteiligten Personen untereinander entschieden bzw. vereinbart.
Als Komplementärwährung ersetzt der Roland nicht die offizielle Währung Euro, sondern dient als zusätzliches und in etwa 120 Unternehmen anerkanntes Zahlungsmittel. Um mit dieser offiziell handeln zu dürfen, ist eine Mitgliedschaft im ROLAND-Wirtschaftsring notwendig, welche jedoch für Unternehmen und Kunden beitragsfrei ist. Die Aufnahmegebühr beträgt gegenwärtig (Stand 2024) 10 Euro bzw. für Gewerbetreibende 20 Euro. Der Roland-Wirtschaftsring ist eine Gesellschaft bürgerlichen Rechts (GbR), die 2001 durch den Verein ROLAND-Regional Verein für nachhaltiges Wirtschaften e. V. begründet wurde. Am 1. Oktober 2001 wurde dann die Regionalwährung ROLAND eingeführt. Zuvor war im Februar 2001 der Trägerverein als eingetragener Verein gegründet worden; er hat seinen Sitz in Bremen. In Ottersberg besteht eine zentrale Verrechnungsstelle, in der die Konten ehrenamtlich verwaltet werden.
Anfangs wurden ausschließlich 5-Roland-Gutscheine herausgegeben, später wurden Scheckgutscheine eingeführt, die elektronisch verrechnet werden.
Mit den eingenommenen Euro-Beträgen werden zinslose finanzielle Hilfen zur Verfügung gestellt. Der Höchstbetrag beläuft sich auf 5000 Roland, wobei je 1000 Roland ein Bürge benannt werden muss. Das Finanzhilfenangebot richtet sich vorrangig an Biolandwirte und Bioläden. Bei Nutzung der Spar- oder Hilfe-Konten werden bis zu 100 Roland als Kapitaleinlage festgelegt, die zur solidarischen Sicherung der Hilfen dient. Die Rückzahlung der Kapitaleinlage erfolgt anteilig bei Austritt aus dem Roland-Wirtschaftsring. Außerdem können durch Zahlungen mit Roland gemeinnützige Organisationen der Region durch den Verkäufer und/oder den Käufer begünstigt werden. Die Höhe der Förderung wird vom Mitglied jeweils individuell als Prozentanteil des Roland-Umsatzes festgelegt. Umsätze und Einkommen in Roland unterliegen dem Steuerrecht, die Roland-Scheckgutscheine sind daher von den Mitwirkenden in der eigenen Buchführung wie ein weiteres Bankkonto zu behandeln.
Um die „Attraktivität des Roland weiter [zu] steigern“, wurde Anfang 2012 ein Punktesystem neu eingeführt, mit dem unterschiedliche Rabatte gewährt werden können.

## Hintergrund und Name
Zentrale Idee hinter dem Regionalgeld „Roland“ ist die „freiwirtschaftliche“ Zinskritik. Die Initiatoren des Regionalgeldes „Roland“ wollten nach eigenen Angaben mit dem „Roland“ die Probleme des globalen Wirtschaftswachstums dadurch bekämpfen, indem sie „eine Art Zweitwährung einen regionalen Wirtschaftskreislauf […] schaffen“ und sich so „auf lokaler Ebene gegen die allumfassende Globalisierung des Warenverkehrs stemmen“, wobei sie sich zunächst auf die Stadt Bremen beschränkten. Die Mitglieder des „Roland-Gutscheinrings“ setzen sich durch den Umtausch von Euro- in Roland-Beträge „selbst unter Zwang“, da sie diese „nur in Geschäften vor Ort“ ausgeben können. Der von ihnen gegründete Verein, der inzwischen auch im Bremer Umland tätig ist, widmet sich der „Erforschung, Impulsierung und Förderung nachhaltiger Wirtschaftsformen und alternativer Zahlungs- und Währungssysteme“ sowie der „Förderung des ökologischen Landbaus in der Region Bremen“. Der Wertverlust von einem Prozent pro Monat soll dazu beitragen, dass der Roland nicht „gehortet“ wird, sondern dass „das Geld im schnellen Kreislauf immer wieder neu gegen Waren und Dienstleistungen eingetauscht“ wird. Insbesondere sollen dadurch kleine Läden, Dienstleister und Erzeuger unterstützt werden, vorrangig im Bereich der ökologischen Landwirtschaft.
Der Name der Regionalwährung nimmt Bezug auf den Bremer Roland, ein bekanntes Bremer Wahrzeichen. Das Regionalgeld ROLAND soll „vor den Tücken der Finanzsysteme“ schützen, ähnlich wie sein Namensgeber – die Rolandstatue auf dem Bremer Marktplatz – damals vor der „Willkür kirchlicher Gewalt“ schützte. Auf den früher gebräuchlichen Roland-Gutscheinen war beidseitig eine Abbildung der Bremer Rolandstatue aufgedruckt, auf den jetzt verwendeten Scheckgutscheinen ist die Statuenabbildung in Form eines Wasserzeichens vorhanden. Wie bei anderen Regionalgeldern ebenfalls oft anzutreffen, gibt der gewählte Name so Auskunft über die Region, in welcher der ROLAND verbreitet ist.

## Aktuelle Zahlen
Im Jahr 2009 wurden Waren und Dienstleistungen im Wert von 360.000 Roland gekauft und bezahlt, was der gleichen Summe an Euro entspricht. 2010 lag der Jahresumsatz bei 370.000 Roland. Für 2012 wird erstmals ein Umsatz von mehr als 500.000 Roland erwartet.
Mit Stand Dezember 2012 hat der Roland-Wirtschaftsring insgesamt 118 Mitgliedsbetriebe, bei denen mit ROLAND bezahlt werden kann. Die Mitgliederzahl des Wirtschaftsrings lag im August 2012 bei rund 250 Mitgliedern.